# Final Copa Europea de la EHF femenina 2020-2021
La Final de la EHF European Cup 2020-2021 fue la decimosexta edición del torneo desde su establecimiento en el año 2000 (aunque no siempre se nombró así). La final la disputaron, a doble partido, el Rincón Fertilidad de Málaga y el RK Lokomotiv de Zagreb. La ida se celebró en Málaga, el 1 de mayo de 2021, terminando el encuentro con un 32 a 28 a favor de las malagueñas y la vuelta el 8 de mayo de 2021 en Zagreb, acabando el partido con un 31 - 28 a favor de las croatas. 
El título lo alzó el Club Balonmano Femenino Málaga Costa del Sol tras la suma de ambos resultados (60-59). Ambos partidos fueron retransmitidos por el canal Andalucía TV de Canal Sur y el partido de vuelta por DAZN.  

## Camino a la final
| Club Balonmano Femenino Málaga Costa del Sol | Club Balonmano Femenino Málaga Costa del Sol | Club Balonmano Femenino Málaga Costa del Sol | Eliminatoria     | RK Lokomotiv Zagreb | RK Lokomotiv Zagreb | RK Lokomotiv Zagreb |
| -------------------------------------------- | -------------------------------------------- | -------------------------------------------- | ---------------- | ------------------- | ------------------- | ------------------- |
| Oponente                                     | Resultado                                    | Global                                       |                  | Oponente            | Resultado           | Global              |
| Valur                                        |                                              | Clasificado Directo                          | Treintaidosavos  |                     |                     | Clasificado Directo |
| Wr. Neustadt                                 | 31-15 / 17-33                                | 64 - 32                                      | Dieciseisavos    | Mestrino            | 14-30 / 35-18       | 65 - 32             |
| Nis                                          | 37-24 / 23-22                                | 60 - 46                                      | Octavos de final | Jomi Salerno        | 22-33 / 34-18       | 67 - 50             |
| Paok                                         | 30-21 / 22-23                                | 52 - 44                                      | Cuartos de final | Slavia Praga        | 30-25 / 27-31       | 61 - 52             |
| Atlético Guardés                             | 18-23 / 21-19                                | 44 - 37                                      | Semifinal        | Yalikavak           |                     | Clasificado Directo |

## Final
En una eliminatoria donde la igualdad fue la nota dominante, los partidos fueron muy distintos y dominaron los equipos locales. 

### Detalles del partido Ida
El partido de ida, celebrado en el Pabellón de Ciudad Jardín (en Málaga) dio albergue a más de 400 personas, un público bastante inferior al posible debido a las restricciones sufridas en los espectáculos deportivos tras el COVID-19. El encuentro contó con el control del marcador por parte del equipo local, con un balonmano total, donde el equipo brilló de forma coral y con la portera española, Merche Castellanos, erigiéndose como un auténtico muro durante los primeros 10 minutos (resultado parcial 6-2).
El equipo croata, siempre detrás en el marcador, tuvo su mínima renta en el minuto 20 (7-6) Y, a partir de ahí, con la central española Silvia Arderius encontrando una y otra vez con la pivote argentina la "Roca" Campigli, el equipo costasoleño se marchó al descanso con un más que válido 14-11. 
A la salida del descanso, y con una gran Virginia Fernández en la portería, el club malagueño aguantó el ataque del Lokomotiv y las exclusiones por parte de la pareja arbitral lituana. Comandados de nuevo por la tripleta de Silvia Arderius, Sara Bravo y Estela Doiro en primera línea el juego fluyó hacia posiciones de tiro desde 6 metros que permitió al cuadro malacitano, a falta de 5 minutos para el final, comandar el marcador con un +6.
Los últimos minutos del encuentro, con una actuación discutible por parte de la pareja arbitral e imprecisiones por parte del equipo local en ataque permitieron al conjunto croata recortar 3 goles, lo que cerró la desventaja para el partido de vuelta de 4 goles.
| 38         | POR        | Merche Castellanos    | - |
| 9          | CEN        | Silvia Arderius       | 7 |
| 11         | CEN        | Sara Bravo            | - |
| 17         | PIV        | Rocio Campigli        | 1 |
| 6          | CEN        | Estela Doiro          | 5 |
| 27         | EXT        | Isabelle Dos Santos   | 1 |
| 10         | EXT        | Soledad López         | 5 |
| 68         | POR        | Virginia Fernández    |   |
| 88         | PIV        | Paula García          | - |
| 19         | PIV        | Almudena Gutierrez    | - |
| 20         | CEN        | Esperanza López       | 3 |
| 18         | EXT        | María Pérez           | - |
| 57         | LAT        | Rocío Rojas           | 2 |
| 22         | EXT        | Laura Sánchez         | - |
| Entrenador | Entrenador | Jesus Gallardo (Suso) |   |

| 98         | POR | Besen L   |  |
| 25         |     | Bilandzic |  |
| 9          |     | Curic     |  |
| 6          |     | Fures     |  |
| 77         |     | Gavric    |  |
| 1          | POR | Ivancok   |  |
| 17         |     | Japundza  |  |
| 15         |     | Kalaus    |  |
| 14         |     | Kalaus    |  |
| 5          |     | Kaselj    |  |
| 3          |     | Posavec   |  |
| 88         |     | Prkacin   |  |
| 31         |     | Sedloska  |  |
| 7          |     | Simara    |  |
| 11         |     | Vojnovic  |  |
| Entrenador |     |           |  |

| 38         | POR        | Merche Castellanos    | - |
| 9          | CEN        | Silvia Arderius       | 7 |
| 11         | CEN        | Sara Bravo            | - |
| 17         | PIV        | Rocio Campigli        | 1 |
| 6          | CEN        | Estela Doiro          | 5 |
| 27         | EXT        | Isabelle Dos Santos   | 1 |
| 10         | EXT        | Soledad López         | 5 |
| 68         | POR        | Virginia Fernández    |   |
| 88         | PIV        | Paula García          | - |
| 19         | PIV        | Almudena Gutierrez    | - |
| 20         | CEN        | Esperanza López       | 3 |
| 18         | EXT        | María Pérez           | - |
| 57         | LAT        | Rocío Rojas           | 2 |
| 22         | EXT        | Laura Sánchez         | - |
| Entrenador | Entrenador | Jesus Gallardo (Suso) |   |

| 98         | POR | Besen L   |  |
| 25         |     | Bilandzic |  |
| 9          |     | Curic     |  |
| 6          |     | Fures     |  |
| 77         |     | Gavric    |  |
| 1          | POR | Ivancok   |  |
| 17         |     | Japundza  |  |
| 15         |     | Kalaus    |  |
| 14         |     | Kalaus    |  |
| 5          |     | Kaselj    |  |
| 3          |     | Posavec   |  |
| 88         |     | Prkacin   |  |
| 31         |     | Sedloska  |  |
| 7          |     | Simara    |  |
| 11         |     | Vojnovic  |  |
| Entrenador |     |           |  |

### Detalles del partido Vuelta
El partido de vuelta celebrado en Zagreb se desarrolló de manera sustancialmente diferente y fue el equipo local el que llevó la iniciativa y las ventajas en el marcador en casi todo el partido menos los instantes iniciales. El Lokomotiv intentaba transiciones rápidas defensa-ataque y, a mediados del primer tiempo, el cuadro malacitano acumuló demasiados errores y fallos en los marcajes de los desdobles, lo que permitió al equipo croata anotar un parcial de 8-2 y mandar en la final y en el resultado agregado por 17-11. Llegó la recuperación del Rincón Fertilidad Málaga antes del descanso con un parcial de 3-0 lo que permitía al equipo español soñar con su primer trofeo internacional.
La segunda parte no varió el guion con una diferencia de cuatro goles a favor de las locales que fueron por momentos de 3 o de 5 hasta los instantes finales donde Isabelle dos Santos Medeiros, Estela Doiro y Merche Castellanos consiguieron poner al equipo español con un -1 en el marcador que  prometía un final de partido plácido. Nada más lejos de la realidad. El equipo croata marcó 2 goles seguidos y puso la final en un cara o cruz (31-28, un resultado de +4 hubiera dado el título al Lokomotiv) a falta de un ataque en poder del equipo malagueño. 
"Suso" Gallardo pidió tiempo muerto y diseño un ataque con mucha velocidad en el pase e internadas a 6 metros para forzar los golpes francos del equipo croata y dejar pasar el tiempo hasta el pitido final. 31-28, dando al Club Balonmano Femenino Málaga Costa del Sol el primer título europeo de su historia (y convirtiendo al club en el primer equipo andaluz en conseguir el centro continental) y celebrando por todo lo alto en la propia pista de Zagreb
| 98         | POR        | Besen L    | - |
| 25         |            | Bilandzic  | - |
| 9          |            | Curic      | 2 |
| 6          |            | Fures      | - |
| 77         |            | Gavric     | 4 |
| 1          | POR        | Ivancok    | - |
| 17         |            | Japundza   | 1 |
| 15         |            | Kalaus L   | 6 |
| 14         |            | Kalaus D   | 6 |
| 5          |            | Kaselj     | - |
| 3          |            | Posavec    | 4 |
| 4          |            | Posavec    | 5 |
| 88         |            | Prkacin    | - |
| 31         |            | Sedloska   | - |
| 7          |            | Simara     | 1 |
| 11         |            | Vojnovic   | 1 |
| Entrenador | Entrenador | Hasta aquí |   |

| 38         | POR        | Merche Castellanos    | - |
| 9          | CEN        | Silvia Arderius       | 4 |
| 11         | CEN        | Sara Bravo            | 2 |
| 17         | PIV        | Rocio Campigli        | - |
| 6          | CEN        | Estela Doiro          | 4 |
| 27         | EXT        | Isabelle Dos Santos   | 5 |
| 10         | EXT        | Soledad López         | 7 |
| 68         | POR        | Virginia Fernández    | - |
| 88         | PIV        | Paula García          | 2 |
| 19         | PIV        | Almudena Gutierrez    | - |
| 20         | CEN        | Esperanza López       | 3 |
| 18         | EXT        | María Pérez           | 1 |
| 57         | LAT        | Rocío Rojas           | - |
| 22         | EXT        | Laura Sánchez         | - |
| Entrenador | Entrenador | Jesus Gallardo (Suso) |   |

| 98         | POR        | Besen L    | - |
| 25         |            | Bilandzic  | - |
| 9          |            | Curic      | 2 |
| 6          |            | Fures      | - |
| 77         |            | Gavric     | 4 |
| 1          | POR        | Ivancok    | - |
| 17         |            | Japundza   | 1 |
| 15         |            | Kalaus L   | 6 |
| 14         |            | Kalaus D   | 6 |
| 5          |            | Kaselj     | - |
| 3          |            | Posavec    | 4 |
| 4          |            | Posavec    | 5 |
| 88         |            | Prkacin    | - |
| 31         |            | Sedloska   | - |
| 7          |            | Simara     | 1 |
| 11         |            | Vojnovic   | 1 |
| Entrenador | Entrenador | Hasta aquí |   |

| 38         | POR        | Merche Castellanos    | - |
| 9          | CEN        | Silvia Arderius       | 4 |
| 11         | CEN        | Sara Bravo            | 2 |
| 17         | PIV        | Rocio Campigli        | - |
| 6          | CEN        | Estela Doiro          | 4 |
| 27         | EXT        | Isabelle Dos Santos   | 5 |
| 10         | EXT        | Soledad López         | 7 |
| 68         | POR        | Virginia Fernández    | - |
| 88         | PIV        | Paula García          | 2 |
| 19         | PIV        | Almudena Gutierrez    | - |
| 20         | CEN        | Esperanza López       | 3 |
| 18         | EXT        | María Pérez           | 1 |
| 57         | LAT        | Rocío Rojas           | - |
| 22         | EXT        | Laura Sánchez         | - |
| Entrenador | Entrenador | Jesus Gallardo (Suso) |   |